# Баранячі бої

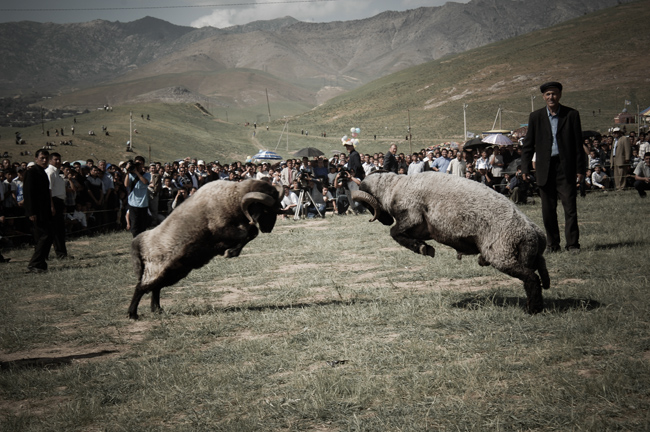
Бійка баранів у Шахрисабзі (Узбекистан)

Бара́нячі бої — криваві змагання між двома баранами, що відбуваються на ринзі чи у відкритому полі. Поширені серед народів, що активно займаються вівчарством та козівництвом у Африці, Азії та Європі, особливо активно набирають популярності в Нігерії, Узбекистані та Індонезії. Баранячі бої не часто призводять до смерті тварини, оскільки переможеному барану, як правило, дозволяють втекти з арени.

## Загальні відомості

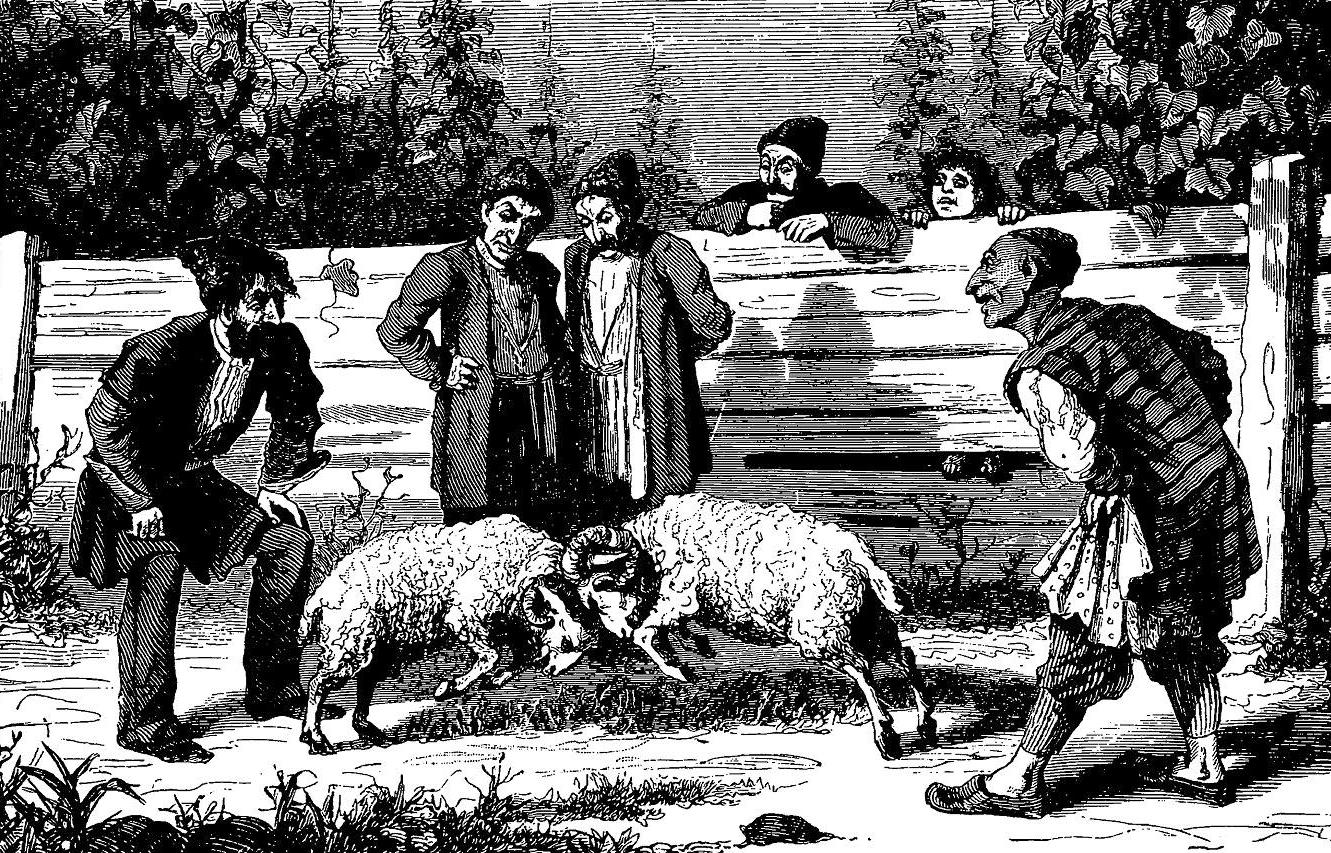
Бійка баранів у Тбілісі (Г. Роскошни, 1884)

У дикій природі бійки між баранами є частиною природної поведінки чоловічих особин, що змагаються за статус альфа-самця та домінування в отарі шляхом стрімкого зіткнення рогами<. Агресивність самців не є бажаною рисою характеру у вівчарстві, оскільки вівчарі надають перевагу спокійним вівцям та намагаються позбутися агресивності шляхом селекційного добору, слідуючи класичному принципу одомашнення овець. Однак, досить часто фермери та пастухи проводять баранячі бої задля власної розваги, розцінюючи подібну поведінку тварин як ознаку мужності, здоров'я та хорошого генетичного матеріалу.
У деяких культурах ці бої перетворюються на різновид грального бізнесу зі ставками, або ж навіть сприймаються як національна традиція. У деяких країнах шанувальники подібної розваги докладають зусиль, аби зробити баранячі бої мейнстрімом, та розробляють правила змагань, гарантії забезпечення справедливості та норми утримання бійцівських баранів. В Узбекистані баранячі бої проводяться в рамках фестивалю традиційної культури «Арслар Садосі». У Західній Яві (Індонезія) бійка баранів вважається популярною розвагою та ритуалом, а центром поширення є місто Ґарут, що поблизу Бандунга. У Нігерії власники бійцівських баранів роблять великі інвестиції у вирощування сильних самців, яких використовують виключно для змагань. За перемогу в таких турнірах передбачені великі призи на кшталт автомобілів.